# Maker Faire

Logo der Maker Faire

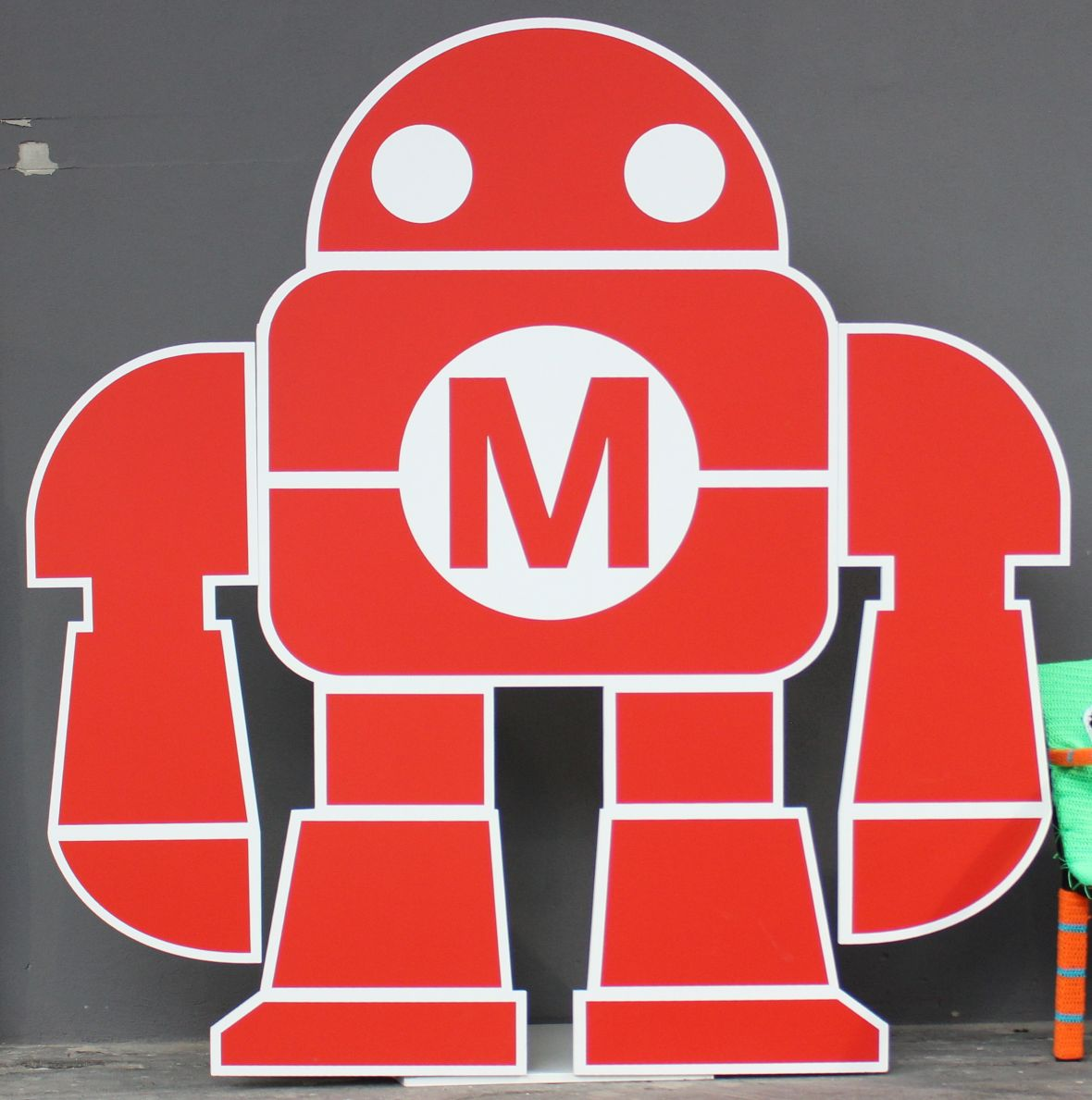
Maskottchen Makey der Maker Faire

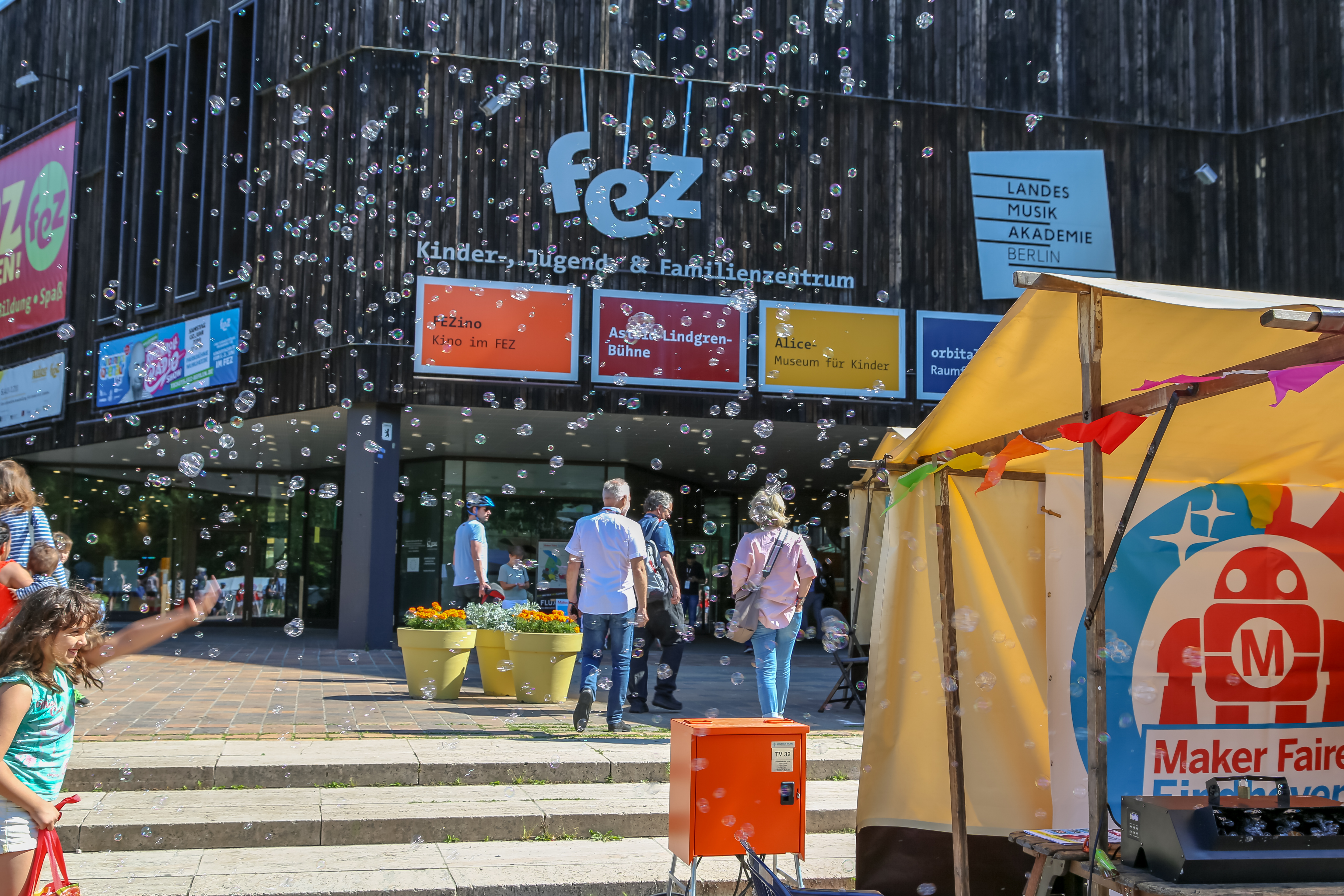
Maker Faire Berlin 2018

Die Maker Faire ist eine Veranstaltungsreihe, welche die Maker Media GmbH in Lizenz nach US-amerikanischem Vorbild im Gebiet D-A-CH durchführt oder für die sie die Nutzungsrechte vergibt. Hierfür hat sie die Lizenzrechte vom US-amerikanischen Magazin Make erworben. Die Maker Media GmbH gibt auch das Make: Magazin heraus.
Die Veranstaltungsreihe wurde 2006 in der San Francisco Bay Area erstmals durchgeführt. Heute finden sie in mehreren Ländern statt. Neue Veranstaltungen können für Orte oder Schulen geschaffen werden. Schüler können zeigen, was sie hergestellt haben und das Gelernte mit anderen teilen.

## Geschichte
Die Maker Faires verstehen sich als familienfreundliche Festivals, auf denen DIY-Projekte jeglicher Art im Mittelpunkt stehen. Das Programm wird durch Workshops und Vorträge sowie künstlerische Darbietungen ergänzt. Sie bieten Makern eine wichtige Plattform, ihre Projekte einer breiten Öffentlichkeit zu präsentieren und ein direktes Feedback zu erhalten.
Der Namensbestandteil „Faire“ spielt mit der historischen Schreibweise „fayre“ für das englische Wort „Jahrmarkt“ anstelle von „fair“ (engl.: Messe). Dies geschieht einerseits, um den Jahrmarkt-ähnlichen Charakter der Veranstaltung zu unterstreichen und andererseits, um den Namen „Maker Faire“ als Wortmarke schützen zu können. Die Wortmarke ist seit dem 16. Januar 2007 auf die O’Reilly Media, Inc. eingetragen.
Die erste deutsche Maker Faire wurde 2013 in Hannover durchgeführt und 2014 dort wieder ausgerichtet. Seit 2015 findet sie zusätzlich auch in Berlin statt, seit 2016 findet auch eine Maker Faire Ruhr in Dortmund statt, die inzwischen die zweitgrößte Maker Faire in Deutschland ist. Die Veranstaltungsreihe erfährt wachsenden Zuspruch, 2015 kamen etwa 150 Aussteller und über 10.000 Besucher nach Hannover. Seit 2016 gibt es in Hannover und Berlin einen Schülertag, an dem ausschließlich Schulklassen (kostenlos) Eintritt erhalten. Außerdem wurden regionale Mini Maker Faires durchgeführt, z. B. in Dortmund und Chemnitz.
Im April 2016 wurde erstmals eine Maker Faire in Wien (Österreich) abgehalten. Im September 2016 fand die erste Maker Faire in der Schweiz in Zürich statt.

## Ähnliche Veranstaltungen
Veranstaltungen, die keine Lizenz für die Namensnutzung „Maker Faire“ von der Maker Media GmbH erwerben, dürfen den Namen nicht verwenden.
In München wurde 2013–2019 als erste deutsche Maker-Messe die make Munich als regionales Event für Süddeutschland von der Make Germany GmbH veranstaltet. Auch im Rhein-Main-Gebiet veranstalten Bastler seit 2014 regelmäßig Messen für Technikbegeisterte: Die selbstorganisierte Messe fand bislang in Frankfurt am Main, Offenbach und Darmstadt statt.

## Liste der Maker Faire Veranstaltungen im D-A-CH-Raum
| Name                              | Veranstaltungsort                      | Besucher | Erstmalige Ausrichtung |
| --------------------------------- | -------------------------------------- | -------- | ---------------------- |
| FORSCHA Mini Maker Faire          | MOC, München                           | <3.000   | 2019                   |
| Maker Faire Aurich                | EEZ, Aurich                            | -        | 2019                   |
| Maker Faire Berlin                | FEZ-Berlin, Berlin                     | 15.200   | 2015                   |
| Maker Faire Hannover              | HCC, Hannover                          | 21.000   | 2013                   |
| Maker Faire im Norden             | HAW, Hamburg-Harburg                   | -        | 2019                   |
| Maker Faire Sachsen               | Stadthalle Chemnitz, Chemnitz          | >3.000   | 2017                   |
| Maker Faire OWL                   | Alter Güterbahnhof, Herford            | -        | 2019                   |
| Maker Faire Ruhr                  | dasa Arbeitswelt Ausstellung, Dortmund | 6.000    | 2016                   |
| Maker Faire Vienna                | METAStadt, Wien                        | 12.000   | 2016                   |
| Mini Maker Faire Halle/Saale      | Neustädter Passage 13, Halle (Saale)   | <3.000   | 2018                   |
| Mini Maker Faire Minden-Lübbecke  | Handwerksbildungszentrum, Minden       | <3.000   | 2019                   |
| Mini Maker Faire Rhein-Whaal      | Campus Kamp-Lintfort, Kamp-Lintfort    | <3.000   | 2019                   |
| Mini Maker Faire Salzburg         | Stadt:Bibliothek, Salzburg             | 1.100    | 2017                   |
| Mini Maker Faire Sindelfingen     | Gottlieb-Daimler-Schule, Sindelfingen  | <3.000   | 2017                   |
| Mini Maker Faire Zürich           | Jugendkulturhaus Dynamo, Zürich        | 1.300    | 2016                   |
| phaeno Mini Maker Faire           | phaeno, Wolfsburg                      | <3.000   | 2019                   |
| Thalia Mini Maker Faire Göttingen | Thalia Filiale, Göttingen              | <2.000   | 2019                   |